# Simeria
Simeria (Hongaars: Piski of Piskitelep) is een stad in Roemenië. Het is gelegen in het district Hunedoara. De stad ligt 16 km ten westen van Orăștie en is gebouwd boven op een vestiging uit de IJzertijd. De naam van de stad is afgeleid van het Roemeense Sânmaria, St. Maria tot 1920 heette de stad Piski en was de bevolking in meerderheid Hongaars.
Naast de stad bestaat de gemeente uit zes dorpen: Bârcea Mare (Nagybarcsa), Cărpiniș (Gyertyános), Simeria Veche (Ópiski), Sântandrei (Szentandrás), Șăulești (Sárfalva) en Uroi (Arany).

## Bevolking
In 2002 woonden er in Simaria 13.895 mensen.

## Geboren in Simeria
- György Bánffy (1746–1822), gouverneur van Zevenburgen

## Verkeer en vervoer
in Simeria komen twee spoorlijnen samen en is een groot rangeerterrein, dat dateert uit 1866.